# Thierry Jonquet
Thierry Jonquet (París, 19 de enero de 1954 - ibídem, 9 de agosto de 2009) fue un escritor francés contemporáneo de novela negra salpicada de sátiras políticas y sociales. Firmó libros con los seudónimos de Martin Eden, Ramon Mercader, Phil Athur y Vince-C. Aymin-Pluzin.

## Biografía
Thierry Jonquet tuvo una infancia marcada por el cine. Hizo la secundaria en el liceo parisino Charlemagne, y después estudió filosofía en la Universidad de Créteil y más tarde terapia ocupacional, más tarde se dedicó a la geriatría, ante esa situación de muerte omnipresente, comenzó a escribir para informar de ese horror y para rendir homenaje a un pensionista amigo suyo. Dejó la geriatría y se hizo profesor. 
Pedro Almodóvar adaptó su novela Mygale  (Tarántula) en 2011 con el título La piel que habito. 
Fue además miembro de la Liga Comunista Revolucionaria.

## Premios
- Trophée 813, 1985, 1993, 1998
- Prix Michel Lebrun, 1993
- Prix Mystère de la critique pour Moloch, 1999
- Prix littéraire de la Ville des Sables-d'Olonne, 2004
- Medalla de honor de la LICRA, 2007